# Усатов, Михаил Андреевич
Михаил Андреевич Усатов (20 мая 1919, Тургайская область — 18 мая 1995, Москва) — советский военачальник, деятель органов государственной безопасности, секретарь парткома Комитета государственной безопасности (КГБ) при Совете Министров (СМ) СССР (1971—1974), первый заместитель начальника Первого главного управления при СМ СССР — КГБ СССР (1974—1979), первый заместитель начальника Управления кадров КГБ СССР (1979—1983), вице-адмирал.

## Биография
Родился 20 мая 1919 года в селе Котюбок Кустанайского уезда Тургайской области (ныне — упразднённое село Искра Денисовского района Костанайской области Казахстана) в семье плотника. Русский.
После смерти отца был усыновлён. В 1936 году окончил среднюю школу и поступил в землеустроительный техникум в городе Кустанай, но через полгода оставил учебу и поступил на отделение государственных санитарных инспекторов в школу помощников врачей. Окончив её полный курс с отличием, был направлен помощником государственного санитарного инспектора Кустанайской области Казахской ССР. В 1938 году был направлен на комсомольскую работу: заведующий отделом пионеров, а затем первый секретарь Орджоникидзевского райкома комсомола Кустанайской области.
С мая 1939 года — в Военно-морском флоте (ВМФ). Служил на Балтийском флоте (БФ). Окончил школу машинистов-турбинистов в Кронштадте, затем служил старшиной группы турбинистов линкора «Октябрьская Революция», с августа 1939 года — секретарь бюро ВЛКСМ БЧ-5 (электромеханической) линкора. С января 1940 года — боец морского диверсионного отряда специального назначения (СпН), подготовку проходил на базе 4-го парашютно-десантного батальона 214-й воздушно-десантной бригады (вдбр) 4-го воздушно-десантного корпуса (вдк) в посёлке (с 1955 года — город) Марьина Горка Пуховичского района Минской области Белорусской ССР (ныне — Белоруссии), где и встретил начало Великой Отечественной войны.
В 1941 году дважды (в июле и августе — ноябре) забрасывался в тыл противника, с февраля 1942 года служил комсоргом 3-го парашютно-десантного батальона 211-й вдбр 1-го вдк. В мае 1942 года вновь забрасывался в тыл противника под Калугой, в последующем участвовал в боях на Дону, под Сталинградом был секретарем бюро ВЛКСМ отдельного учебного батальона 37-й гвардейской стрелковой дивизии, после ранения командира и комиссара принял командование батальоном на себя. В 1942 году вступил в ВКП(б)/КПСС. Воевал на Курской дуге, Днепре, в Польше. В 1944 году служил инструктором политотдела 65-й армии. В конце 1944 г. направлен на высшие курсы усовершенствования политсостава, Москва, после их окончания откомандирован в распоряжение Политуправления Балтийского флота.
С 1946 года служил в Политуправлении Северо-Балтийского флота (с января 1947 года — 8-го ВМФ) в городе Таллин — столице Эстонской ССР (ныне — Эстонии). В 1949 году поступил на морской факультет Военно-политической академии имени В. И. Ленина (ВПА), которую окончил в 1952 году. По окончании ВПА с 1952 года — начальник Военно-морского курса Академии.
С 1955 года — в органах государственной безопасности. Окончил 3-месячные курсы руководящего состава Комитета государственной безопасности (КГБ) при Совете Министров (СМ) СССР, после чего служил в военной контрразведке ВМФ. Занимал должности начальника Особого отдела КГБ при СМ СССР по эскадре Балтийского флота и по Восточно-Балтийской флотилии БФ. Провел ряд успешных разработок, приведших к ликвидации нелегальной резидентуры западногерманской разведки в Таллине, обеспечивал безопасность визита группы боевых кораблей БФ (крейсера «Орджоникидзе» и «Суворов», эсминцы «Совершенный», «Спокойный», «Строгий» и «Смелый») в Великобританию.
В 1958—1966 годах — начальник Особого отдела КГБ при СМ СССР по Северному флоту.
В 1966—1968 годах — начальник 6-го отдела (контрразведки в ВМФ) 3-го Управления (военная контрразведка), а в декабре 1968 — мае 1970 года — секретарь парткома 3-го Управления КГБ при СМ СССР. В 1970—1971 годах — заместитель секретаря, а в 1971—1974 годах — секретарь парткома КГБ при СМ СССР.
В 1974—1979 годах — первый заместитель начальника Первого главного управления (внешняя разведка) КГБ при СМ СССР (с 1978 года — КГБ СССР).
В 1979—1983 годах — первый заместитель начальника Управления кадров КГБ СССР.
В 1983—1986 годах — в действующем резерве КГБ СССР.
С марта 1986 года вице-адмирал М. А. Усатов — в отставке.
Жил в Москве. Умер 18 мая 1995 года. Похоронен в Москве на Хованском кладбище.
Воинские звания:
- контр-адмирал (20.12.1961);
- вице-адмирал (17.12.1973);

## Награды
- 2 ордена Красного Знамени (в том числе 20.07.1944[1]);
- ордена Отечественной войны 1-й (11.03.1985) и 2-й (04.07.1943)[2] степеней;
- орден Трудового Красного Знамени;
- 2 ордена Красной Звезды (11.11.1942[3]; 05.11.1954);
- медали СССР и Российской Федерации;
- иностранные ордена и медали.